# Człuchów

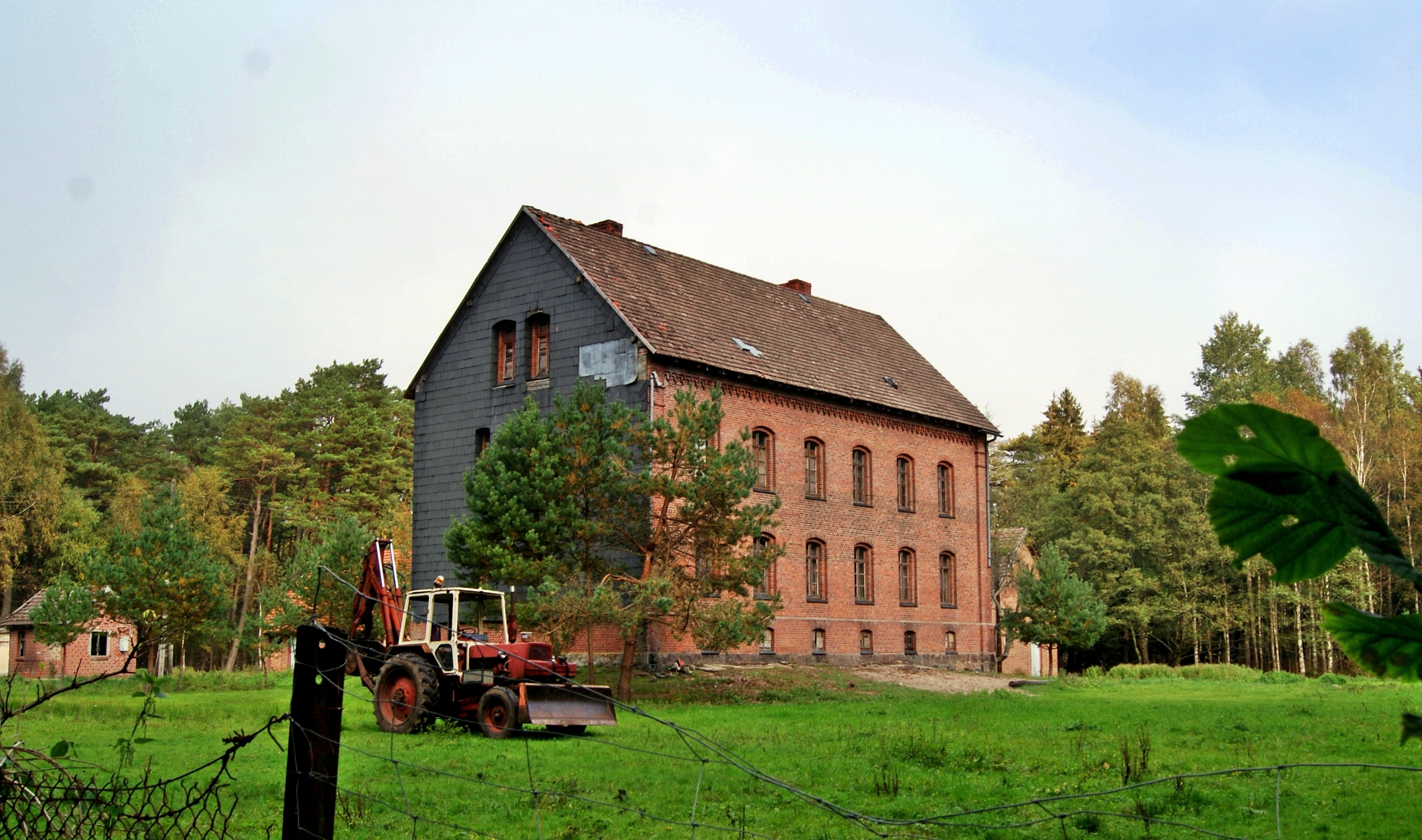

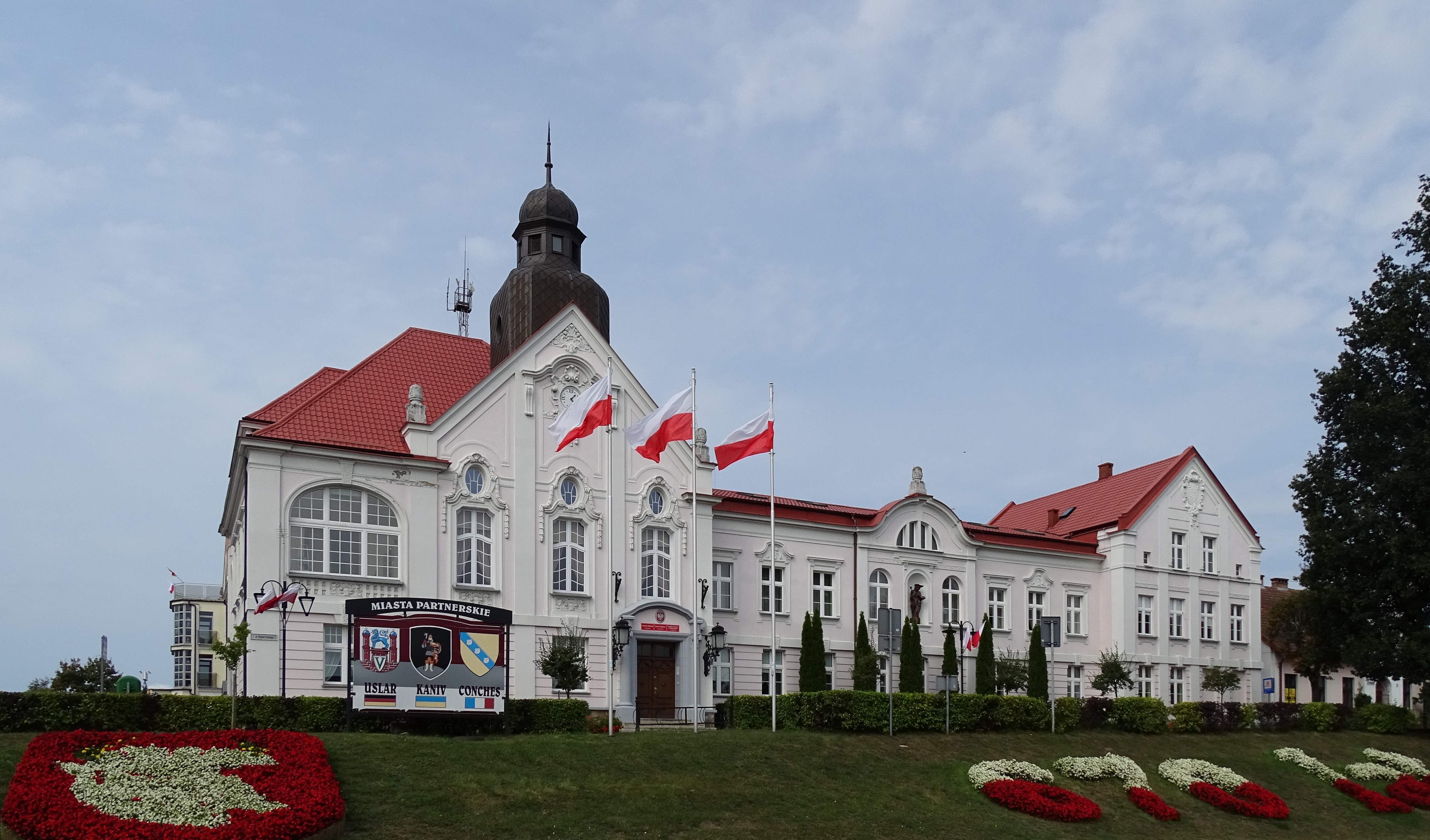
Stadhuis.
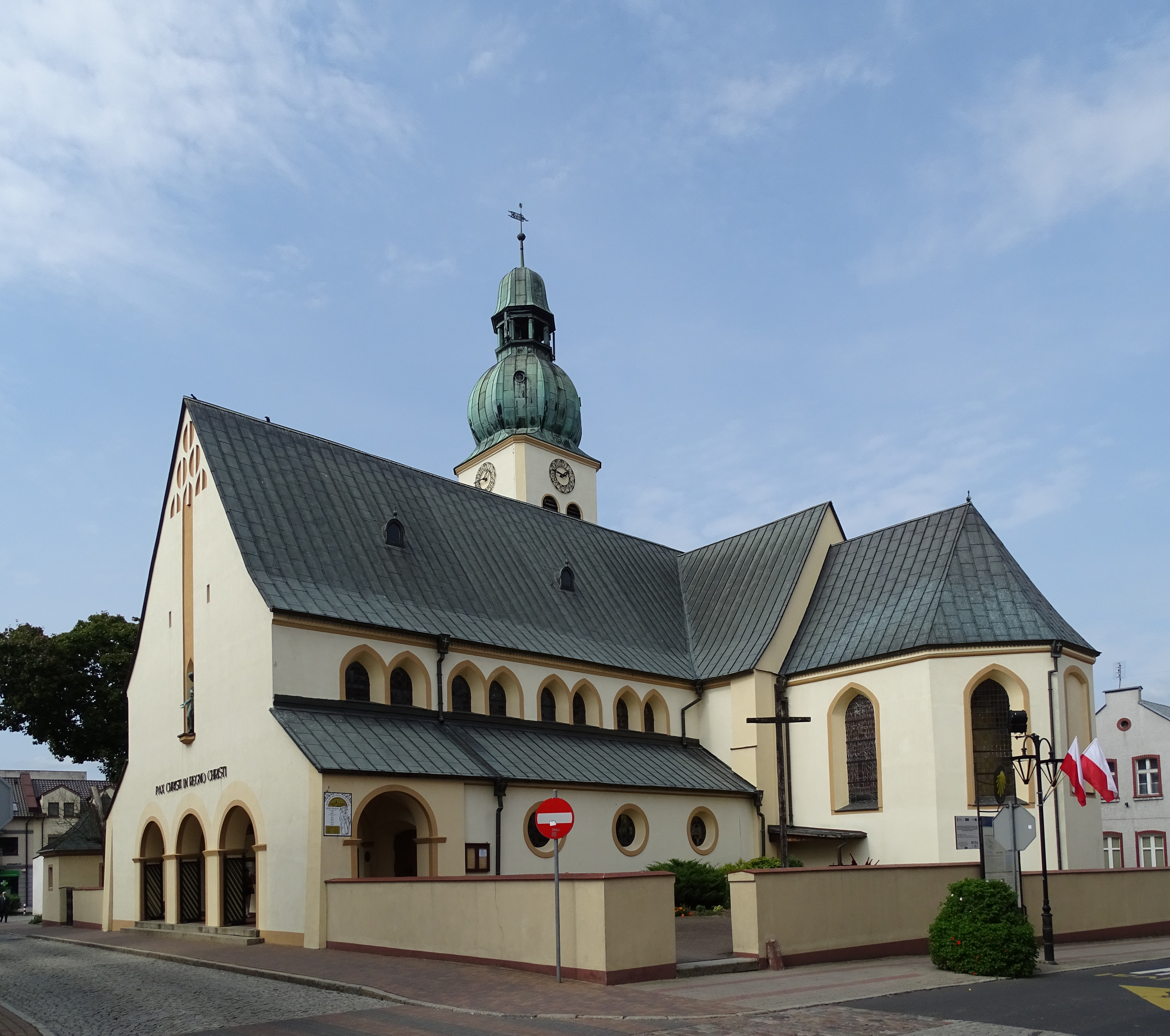
Kerk van St. Jacobus.
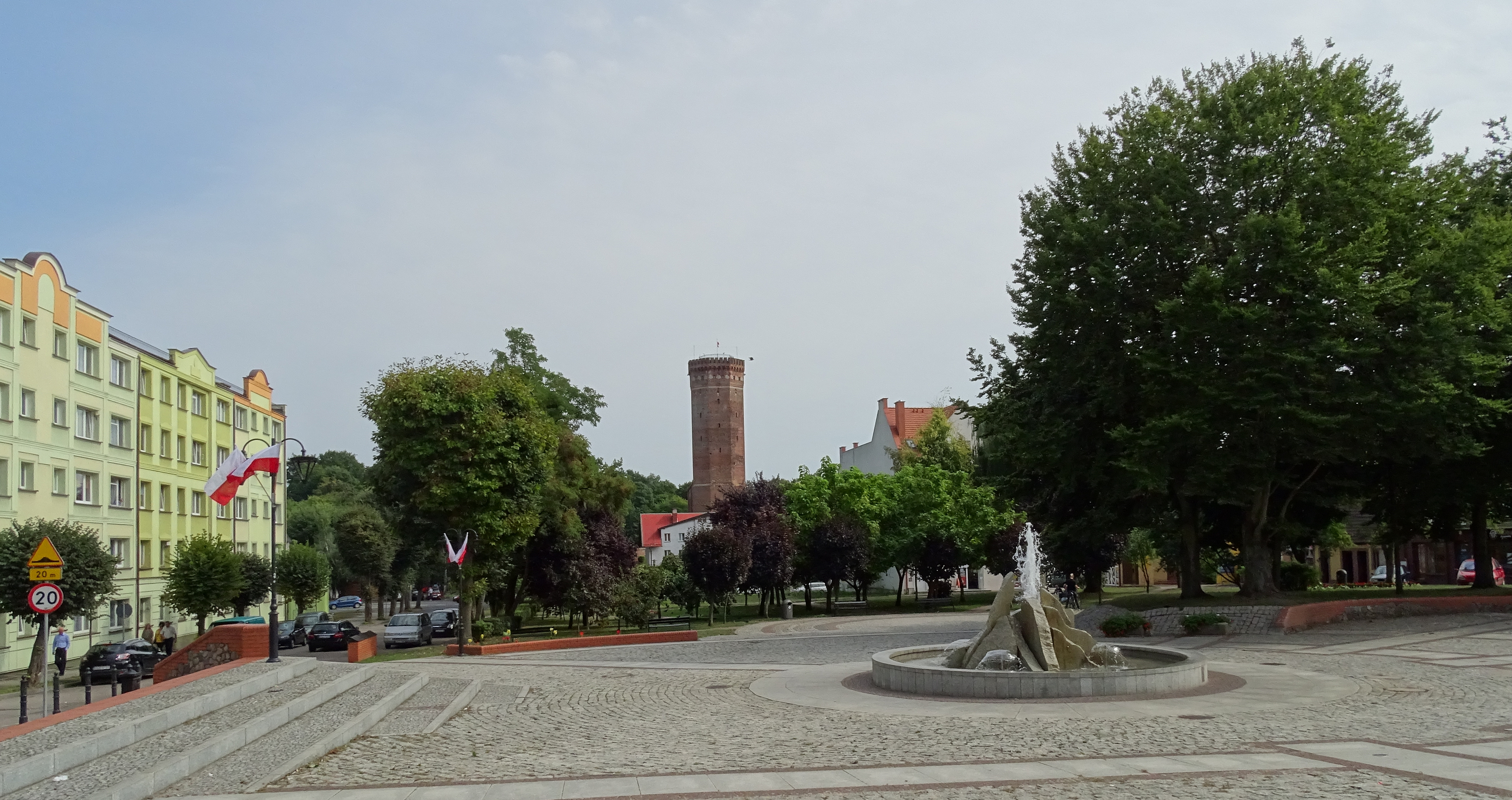
Het marktplein met de kasteeltoren zichtbaar.

Człuchów (Duits: Schlochau) is een stad in het Poolse woiwodschap Pommeren, gelegen in de powiat Człuchowski. De oppervlakte bedraagt 12,48 km², het inwonertal 14.610 (2005).

## Verkeer en vervoer
- Station Człuchów

## Partnergemeente
- Uslar, Duitsland

## Geboren
- Friedrich Kasiski (1805–1881), Pruisisch infanterieofficier, cryptograaf en archeoloog
- Eugeniusz Popowicz (1961), Pools geestelijke en benoemd aartsbisschop van de Oekraïense Grieks-katholieke aartseparchie Przemyśl-Warschau
- Marta Żmuda (1984), Poolse film- en theateractrice